# 火殃勒
火殃勒（学名：Euphorbia antiquorum）为大戟科大戟属的植物。分布于印度、热带亚洲以及中国大陆的南北等地，生长于海拔400米至850米的地区，一般生于山坡。目前已大量人工園藝栽培。

## 别名
金刚纂（海南植物志）
火巷(臺灣)